# Овруцьке староство
Овруцьке староство (намісництво, повіт) — намісництво Великого князівства Литовського і староство Речі Посполитої, яке існувало від 1471 до 1793 року, адміністративно-територіальна одиниця Київського воєводства з центром у місті Овруч.

## Державці(намісники) і старостиОвруцького замку
Старостинський маєток був у Михайлівці або Михайловому:
- (1471-?) Волчко Романович Волчкович герба «Радван подвійний (Хоругви)» (? — 1486)
- (1486—1487) Роман Івашкович
- (1487—1493) Горностай-Остафій Романович Волчкович герба «Радван подвійний (Хоругви)?» (? — 1503)
- (1496—1503) Григорій (Юрій) Борисович Глинський герба «Глинський» (? — 1503)
- (1503—1503) Горностай-Остафій Романович Волчкович герба «Радван подвійний (Хоругви)?» (? — 1503)
- (1506—1507) Семен Романович Волчкович герба «Радван подвійний (Хоругви)?» (? — 1507)
- (1510[2] -1518[3]) Сенько Полозович (Семен Федорович Полоз) герба «Полозович» (? — +1529)
- (1522—1534) Михайло Михайлович Халецький герба «Халецький» (? — 1534)
- (1534—1534) Тихно Гринкович Козинський герба «Кірдея»
- (1534—1536) Криштоф Кмітич Кміта герба «Радван подвійний (Хоругви)» (? — 1552)
- (1536—1540) Андрій Якубович Немирович герба «Ястржембець» (1462—1540)[4]
- (1540—1547) Криштоф Кмітич Кміта герба «Радван подвійний (Хоругви)» (? — 1552)
- (1547—1551) Андрій Тимофійович Капуста герба «Капуста (Одровонж відм.)» (? — 1571)
- (1551—1553) Йосип Михайлович Халецький герба «Халецький» (? — 1562)
- (1553—1571) Андрій Тимофійович Капуста герба «Капуста (Одровонж відм.)» (? — 1571)
- (1572—1578) Михайло Мишка Варковський герба «Корчак»
- (1578—1604) Авраам Михайлович Мишка Варковський герба «Корчак» (? — 1604)
- (1604—1615) Михайло Вишневецький герба «Корибут» (? — 1 615)
- (1616—1617) Павло Рутський герба «?»
- (1617—1624) Анджей Горський герба «Наленч» (? — 1624)
- 26 лютого 1621 згадується староста овруцький, Лукаш Сапега герба «Лис»[5]
- (1624—1630) Стефан Андрійович Немирич герба «Клямри» (? — 1630)
- (1630—1632) Гаврило Романович Гойський герба «Кірдея» (1578—1632)
- (1632—1642) Самуель Лащ Тучапська герба «Правда»
- (1642—1653) Владислав Стефанович Немирич герба «Клямри» (1619—1653)
- (1653—1659) Юрій Немирич герба «Клямри» (1612—1659)
- (1659—1660) Ян-Фридерик Фрідерикович Сапіга герба «Лис» (1618—1664)
- (1660—1684) Миколай Янович Сапіга герба «Лис» (? — 1685)
- (1684—1709) Францішек Потоцький герба «Любич»
- (1709—1725) Йозеф-Антоній Бжуховський герба «Помян»
- (1727—1730) Олександр Лентовський герба «Огончик»
- (1730—1745) Єжи Ольшанський герба «Яструбець»
- (1747—1766) Францішек Загорський герба «Остоя»
- (1766—1794) Ян Стецький герба «Радван»[6][7]

## Відомі підстарости та інші урядникиОвруцького замку
Овруцькі підстарости і намісники староства:
- Вержбицький Ян
- Вітовський Рафаїл
- Войнаровський Петро
- Гаспарський Ян
- Достоєвський Ярош
- Павша Михайло
- Прушинський Микола
- Сурін Ремігіян
- Сингаївський Михайло
- Тржецяк Олександр
- Теодор Левківський — підстароста овруцький (1682), намісник овруцький (1683)

Скарбник, війська, регенти:
- Данило Левківський — регент гродський овруцький (1696), скарбник овруцький (1710),
- Симон Андрійович Валевський-Левківський — войський житомирський і коморник (1716), регент гродський київський (1717), войський овруцький (1735),
- Антоній Левківський — скарбник овруцький (+1750).

Комісарами для пристрою староства були:
- в 1647 році — Дунін Ієронім, Лубовіцький Габріель, Тржецяк Криштоф,
- у 1691 році — полеглих Теодор, Ставецький Михайло.

Городничими в замку були:
- Вишпольський Микола-Станіслав,
- Скіпор Микола,
- Федкевич Михайло.

Каштелянами Овруцького повіту були:
- Прушинський Костка-Станіслав,
- Рибінський Мартін-Антоній, Підкоморієм (межові судді):

- Павша Ян
- Якубовський Юзеф.[8][9]

## Овруцькашляхтав1571 році
У «реєстрі вибирання поборів з місця його королівської милості Овруча 1571 року» вказані всі категорії, а часом навіть імена, овруцької шляхти:
- Шляхта Овруцька, які в місці мешкали і доми свої мали: Степан і Федір Каленниковичі, Степан Мотузка, Дашук і Федір Пошіпта, Степан Кожан, Богдан та Іван Першкович, Федько Свищ з матір'ю, Фома Полупан, Петро Таксима, Мишко Макарович, Мартін Крупка.
- Бояри короля його милості путні: село Мошки 11, Гошів 9 (в тому числі Михайло Матвійович мав 2-х Огроднік), Волкович 6, Болсунов 8, Гайовича 5.
  -     - Шляхта Овруцька, яка своїх підданих не мала, але з димів своїх платила: село Невмержиці — Димитр, Яцько, Васько Невмержицький, Грін і Оникей Сідкевичі, Андрій та Іван Гридковичі, Федір Іванович, Сахно; село Левковичі — Сезин, Томило, Гвен, Грицько Нелиповича, Сидор Остапович і Зенко Серкович; село Кобилін — Степан Колочіч, Іван Кроль, Матвій Тимошко, Йохим, Марко і Васько Ходорович, Лаврук, Грицько Семенович, Іван Васильович, Тарасова вдова, Федько, Денис Андрійович, Гнат, Андрій Кузьмич; село Закусили — Степан і Богдан Закусило, Якоб Каленникович, Васьковський з підданим своїм, боярин S. ?; село Гапоновичі Мочульський — Іван, Артем і Грицько Гапоновичі, Мишко Завялич; село Доротич — Іван Доротич і його зять; село Вержбовское — Павло Вержбовський і його зять Малинич.
- Бояри короля його милості путні, які під собою потроху землі мають: село Білка.
- Бояри короля його милості путні, убогі: село Круки.
- Піддані короля його милості, роботні: село Жеревці.
- Зем'яни короля його милості: пан Філон Семашко і Грицько Якович з Ноздрище, Кирик Лучичі з Чарногубовского.
- Бояри короля його милості Заушські: село Дідковичі, Ходовичі, Меленовці, Бобриново, Іскоростін, Белошіце, Недашки, Вигів, Скурати.[10]

## Київські та овруцькі землевласники в 1581 році

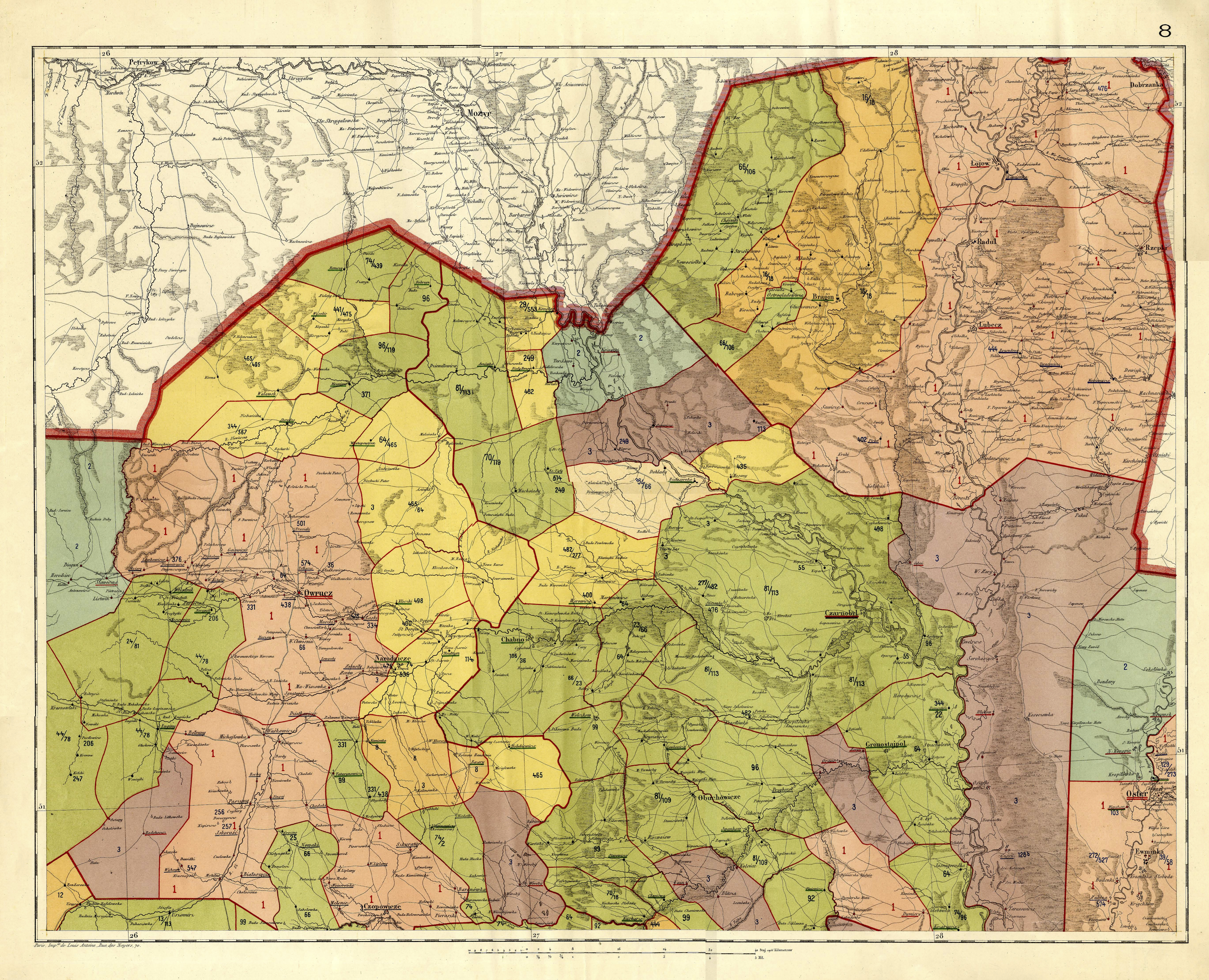
Atlas historyczny Rzeczypospolitej Polskiej. Epoka przełomu z wieku XVI-go na XVII-sty. — Dział II-gi: «Ziemie ruskie» Rzeczypospolitej / Opracował i wydał Aleksander Jabłonowski. — Warszawa; Wiedeń, 1899—1904, (Карта № 8, Овруцький повіт)

Згідно з Книгою поборів № 32 «за регістром вибирання поборів землі Київської за 1581 рік у осілих збиралося по 15 грошів, від загродніков по 4 гроша і від коморники по грошів 2», де поіменно вказані землевласники київські (в тому числі Овруцький) з їх володіннями:
- Князь Константин, воевода київський: Бараші, Глумча, Івановичі, Вільськ, Житковка, Романівка, Пулини, Терпило, Гальча, Подлубе, Кощичин, Тухновичі, Мишки, Чернича.
- Князь Олександр Пронський, стольник ВКЛ и староста луцкий: Рижани, Горосковичі, Солодирі, Красне, Сушки, Лохоновичі, Мотиловичі, Андрійовичі.
- Князь Юрій Радзивілл, виленський латинський єпископ: волость Оборська.
- Ксьондз київський єпископ: Козушковичі, Чарногродщизна, Вечище, місто Київ (частина)
- Архімандрит Печерського монастиря, Хриптович Мілентій: Оревичі, Срокосичі, Хлубів, Ожитковичі, Новосілки, Тарасовичі, Сваромель, Заблоття, Чудзин, Висшовиці, Тмине, Чоповичі, Росохи, Оране, Дубочна, Слободка.
- Пан Чесний Харлинський, київський подкоморій: Хабне, Мартиновичі, Максимовичі, Захал, Довлади, Білозроки, Гладковичі, Новаки, Плоцьке, Гостомель, Бишів, Витешів, Острогладовичі, Позельниці, Богушовичі, Стржелишів, Бугайовка.
- Князь Михаїл Вишневецький, староста черкаський и канівський: містечко Брагин (половина).
- Князь Олександр Вишневецький: Мойшевичі, Рокитне, Біловеж, Замисловичі, Горлович, Овруч (частина), Брагин (половина), Микуличі, Сельце, Литвин, Глезолбе, Велатин.
- Капітула Виленська, маєток в повіті київському: Городець, Бритовинці, Бегунь, Торин (Тхорин), Можари, Листвин, Заліщє, Васьків, Тимохи, Озеряни, Войковичі, Кулики.
- Філон Кміта Чорнобильський, воєвода смоленський: Чорнобиль, Товстий Ліс, Копачовці, Сцепеличі, Моколовичі, Радзини, Париші, Гошля, Веледники, Закорничі, Стуговщина, Юрковщина, Сорокопень, Леліти.
- Пан Горностай: Тулин, Колодяжна, Прокопичі, Копановчина, Максимовці.
- Пан Єльц, писар земський київський: Народичі, Зодне, Малин, Кухари, Литвинковчина. Ремезов, Движок.
- Отець митрополит київський: Воробійовичі, Унине, Заруддя, Михалки, Коленки, Дідковичі, Толокуня, Зазим'я, Погреби, Свиноїди.
- Пан Тишкович Логойский, воеводич берестейский: містечко Слободище.
- Пан Стефан Ложка (Лозко), подчаший київський: Зребяжин, Раковщина, Вечорів.
- Пан Василь Мощеницький: Скородне, Раковщина, Кузьмичі, Фосничі.
- Пани Федір, Гапон, Ждан Дзедки Трипольські: Клочки, Чикаловичі, Кощовщина, Базани.
- Отець ігумен и браття його монастиря Пустинського Микульського: Зубковичі, Ілаки, Черніговці, Скородне, Мухоїдовичі, Княжище, Бортники, Ковалин, Гвоздів, Вета.
- Князь Юрій Корецький: Ярова, Борова, Ходорковичі, Київ (частина), Житомир (частина), Овруч (поборы з торговців, ремісників, куничників, бояр, что в місте мешкають під юрисдикцією замковою), Коростишів, Топорище, Старий Хоростишів и Волосів, Старовичі, Сидоровичі, Солодирі, Горошковичі.
- Пан Олександр Тиша: містечко Ходорків, Сидоровичі.
- Князь Владислав Збаражський: Кухарі, Захальче, Ясениць.
- Пан Скумін, підскарбий надворний литовський: Чернина, Гошли.
- Пан Ясликовський: Старостиличі.
- Пани Тишина: Оропайов, Нещери, Криничі.
- Пан Стрибіл: Филиповичі, Ворсичі, Новосельщизна, Булгаки, Чебеновськ, Ловків.
- Пани Слущина: Опашичина.
- Пан Іван Фурс, суддя пінський, маєтки в київському повіте: Рощиці, Козаровичі, Білі Бреги.
- Пани Олександр і його брат Іван Ворона: частини Трояновичів, Сумско, Новосілки, Мократище, Денисовичі.
- Пан Семен Прежовський: Прежов.
- Пан Василь Коташович: Пирожичі, Тулащиці.
- Пан Богуш Улькевич: Лебовське, Гореничі, Лобашів, Новосілки.
- Пан Ян Сташинський: Верпковичі.
- Князь Балтазар Лукомський: ті ж Верпковичі.
- Пан Андрій Сингур: Ноздрище, Пупковщина, Трояновичі.
- Пан Іван Сущанський: Пасинковичі, Обуховичі, Турчиновичі, Захальче, Мелешковщина, Мозенковичі, Мозище.
- Пан Миколай Франкович: Мазани.
- Пан Іван Маркович, урядник чорнобильський придбав у Івана Солтана Холібієвичі, Красну.
- Пани Слущина, пани Іванова и пани Миколаєва, пан Грегор Макарович: Мухоїдовичі.
- Пан Іван Шишка Ставецький: Собечин, Велавське, Корма, Давидковичі.
- Пан Димитр Долматович: Ісаки, Сергіри.
- Пан Богуш Крижин: Гульча.
- Пан Тихна Коркошка: Мохульничі, в Овручі мешкає.
- Пан войт корецький: Горволовці.
- Пан Панас Тризна: Рокитне, Замисловичі, Горволиці, Браниковщина.
- Пан Юрій Підбільський: Копожевичі (Коптевич), Кольське, Серковське.
- Пан Богдан Сапєга, каштелян берестейський: Радомля, Гузино.
- Пан Іван Ласко: Скородне, Корчине.
- Пан Богдан Липинський: Рековщина.
- Пан Ян Витунський: Пузеловичі.
- Пан Михал Гришин: Горвовчина.
- Пан Богуфал Павша: Драни, Зарновичі, Норинськ, Зоровці.
- Пан Гневош Стижовський, небожчик Останко: Дзедковичі.
- Пан Андрій Сурин: Зеленці, Білі Бреги, Варевці.
- Пан Слотолинський: Прибитки.
- Пан Тимофій Толкач: Кочиці.
- Пан Матеуш Березецький: Зидоновичі, Вохниця.
- Пан Витовський, підстароста овруцький: Витовске.
- Пан Горайн: Кольска.
- Пани Тетяна Вороніна: Кожура.
- Пан Димитр Раптинський: Обиходовщина, Застава.
- Пан Солтан: Білокоровичі, Виступовичі.
- Пан Іван Солтан, писар гродский київський: Княжища, Давидковичі.
- Пан Андрій Непитущий: Горволиці.
- Пани Годей и Потей Сурини: Соколовичі, Ілинці, Білі Бреги, Варевці (частина пана Бокія).
- Бояри Кубилинські: Мулех Баранович, Кіт Онофрієвич, Петро Сарнинка, Степан Веревчиць, Остап Іван и Богдан Закусиловичі, Кузьма Ласко.
- Бояри Овруцькиі: Федір Закусило, Олізар і Міна, Артем та Іван, Іван Солтанович (Халеппя).
- Бояри з Іскоростеня: Грицько и Димитр, Яцько Гуменецький.
- Пан Сокор Грегорій: Трояновці.
- Пани Димитрова Орина Рогозинська: Високе, Велавськ.
- Пан Герасим Сурин: Реговчина, Гавриловці.
- Пани Василь Симонович и Богданович Корчовські: Мининковичі, Безів, Корчовка (і Леміш Кирдей).
- Пан Стефан Филиповський: Скоморохи, Филиповці.
- Пан Андрій Бабинський: Камінне, Лучин.
- Пан Грегор Покалевський і Опранія Покалевська: Покалів, Давидковичі.
- Пан Олександр Ворона: Шумськ, Новосілки, Мократище, в Житомирі осілий.
- Пани Гошкова Бализина (Осники), пани Андрушкова (Базани), пани Янова Герчикова (Павловичі).
- Філон Симашко (Ноздрищі).
- Пан Семен Триска: Лісники.
- Пани Станіслав и Миколай Ворона: Ловків.
- Ісак Посняк, Семен Щенівський (Щенів), Мартьянович.
- Бояри Корчовські: Іван, Яцько, Грицько Гапоновичі, Мисько Романовичі, Богдан Лавринович з Тенелиловського.
- Заушани: Мелени (два брата), Скурати, Василь Малкович (Ходаки), Богдан Каленський, бояри з Недашек і з Кліщів, Радзивон с Білошиць.
- Невмержицькие бояри, осідлых 6. Розмерко и Грин Гаєвичи 1 флор. Від бояр 4 брати Гайовичів по грошей 15.
- Заушські бояре з села Дзедковичі: Іван Угельський, Яків Каленух, Сцинаховський з братом, Іван Багриновський, Йосип Петрович Іскоростенський, Стефан Лучич, Яцько й Ігнат Виговські, Федір Куташник з синами своїми.
- Бояри з Бехова 2 дали по гр. 15.
- Іван Федорович піп Микульський із села Мочульниці.
- Бояри Левковські 3, а четвертей Верповський дали по 15 грошей.